# Polydor Records
Polydor Records — лейбл, що нині базується у Великій Британії; частина Universal Music Group.
Компанія Polydor утворена в 1924 році як незалежна філія німецької фірми Deutsche Grammophon Gesellschaft. Британська та німецькі гілки Gramophone перервали відносини під час Другої світової війни, і Deutsche Grammophon оголосила про свої права на торговельну марку компанії His Master's Voice в Німеччині, де остання випускала свою продукцію під дахом Electrola. Німецький же експорт DGG виходив у Британії з назвою Polydor. По закінченні Другої світової війни Deutsche Grammophon передав як права на марку His Master's Voice, так і лейбл Electrola, британської компанії EMI.
У 1946 у Polydor остаточно став лейблом популярної музики, в той час як Deutsche Grammophon (зі знаменитою жовтої печаткою) зайнявся випуском класичних записів, зберігши Polydor як експортного філії. У 1954 році з'явився знаменитий червоний полідоровскій ярлик.
На початку 1960-х років керівник оркестру Берт Кампферт підписав до лейблу нікому не відому британську групу Tony Sheridan and the Beat Brothers. The Beat Brothers дуже скоро перетворилися в The Beatles, і через два роки з новим ударником і новими зачісками перейшли на Parlophone, отримавши тут всесвітню популярність. З цих пір лейбл мав стабільний успіх: тут записувалися німецькі зірки естради (Джеймс Ласт, Берт Кампферт, Курт Едельхаген, Катаріна Валенте і Kessler Twins), а також багато франко — і іспаномовні виконавці.
У 1972 році Polydor об'єднався з Phonogram Records, що знаходилася у володінні корпорації Philips, і почав у США нове життя під вивіскою PolyGram, своє первісне назву передавши дочірньому лейблу. У 1976 році Polydor намагався першим підписати контракт з Sex Pistols, але це право поступився EMI.
У 1980-х роках Polydor продовжував залишатися респектабельної силою в музичному бізнесі, хоч і відійшов у тінь Mercury Records, іншого філії PolyGram. Він придбав бек-каталог британської філії Decca Records і підписав контракти з такими виконавцями, як Іен Дьюрі, Біллі Ф'юрі і The Comsat Angels. Головним полідоровскім хітом початку 1980-х став «Do The Hucklebuck» групи Coast to Coast. Також лейбл займався випуском альбомів, гурту, The Comsat Angels.